# Viespar
Viesparul (Pernis apivorus) este una dintre puținele păsări de pradă din România care s-a adaptat pentru a mânca albine/viespi, cuiburile și mierea lor. Pentru a evita înțepăturile și alte cauze neplăcute are piele dură și groasă, stratul de pene este mare și dispus ca țiglele unui acoperiș, gheare lungi și ascuțite pentru a rupe cuibul și nări cu pene. De asemenea ghearele sunt utilizate și la săpat, adâncimea maximă a gropii este de 40 cm.
Hrana mai este alcătuită și din râme, melci, ouă și pui de pasăre, păsări mici, rozătoare și chiar fructe.
Ca habitat preferă pădurile de la câmpie și deal.